# Kje ste, Lamutovi
Kje ste, Lamutovi? (1958) je izseljenski roman Antona Ingoliča. Ne prinaša faktografskega, reportažnega opisa dejstev, ampak obravnava izseljevanje politično angažirano in hkrati romantično-realistično. 

## Zgodba
Prvoosebni pripovedovalec Marko Lamut pripoveduje o svoji družini, družini Lamutovih - popisuje dogajanje vse od odhoda v tujino do svoje smrti v Franciji. 
Njegov oče, Luka Lamut, živi na Strmcu z ženo Rozo in otroki: Markom, Štefko in najmlajšim, Petrčkom. Kljub ženinim prošnjam, naj ostane na kmetiji, se Luka zaposli v rudniku na Podlogu. Ženi, ki je doma z Motnika, možev odhod v rudnik vzbuja neprijetne občutke, saj se zaveda, da ga v Podlog poleg dela v rudniku vleče tudi mlada vdova Molanka, s katero ima Luka nezakonskega otroka Nejčka.
Marko s petnajstimi leti z očetom odide na delo v rudnik, kjer pa zaslužita zelo malo. Pozneje zaradi udejstvovanja v rudarski stavki celo izgubita delo. Marko se zatorej z botrom Amonom odpravi s trebuhom za kruhom. Za boljšo prihodnost, pravi. Prav tako si želi najti očeta, ki ga orožniki odpeljejo v zapor zaradi eksplozije »peklenskega stroja«, nato pa se, po osvoboditvi, odloči za odhod v tujino.
Z Amonom najprej prideta v Avstrijo, nato pa še v Vestfalijo, kjer Marko zaman išče očeta. Kljub neuspehom domačim ves čas vestno piše pisma, v katerih jih obvešča o očetu, ki naj bi ga, po pismih sodeč, že kmalu po prihodu našel. Laži se poslužuje predvsem, ker jim želi prihraniti skrbi. V pismih družini pošilja tudi denar. 
Po prihodu v Francijo Marko očeta najde v Merlewaldu z Molanko in dvema nezakonskima otrokoma. Prepriča ga, da se odpove dekletu, nakar skupaj pišeta materi. Marko ves ta čas dela v različnih rudnikih, ko pa dela zmanjka, se preživlja s priložnostnimi deli. Roman popisuje tudi njegova edinstvena erotična doživetja.
Mati se z otroki preseli na sever, v Alpe, kjer nekaj časa živijo vsi skupaj, vendar postaja situacija vse težja. Zmanjkuje jim denarja, nato oče zboli in začne še piti. Kmalu zatem umre. Pozneje Marko sreča svojo staro ljubezen Marto, s katero se poročita in dobita otroka. Zaradi vojne je situacija vse slabša. Marko se v jami ponesreči. Marta umre. Marko se pridruži partizanom in pade v bitki.

## Kritika in literarna zgodovina
Anton Ingolič si je v romanu Kje ste, Lamutovi izbral zapleteno epsko temo. Stopil je na čisto nov teren, saj slovenska literatura še ni poznala besedila, ki bi uspešno obdelal izseljensko tematiko. Ta tema ne prinaša samo širokih zemljepisnih dimenzij, temveč tudi obilico psiholoških, etičnih in družbeno-političnih neznank. Nove snovi se je Ingolič lotil z njemu lastno zbirateljsko natančnostjo in med vestnim raziskovanjem izseljenske usode izpisal kartoteko doslej malo znanih ali celo neznanih dejstev. Poleg tega je dogajanju dodal nenavadno širok časovni in zemljepisni okvir: junake popelje skozi tri zgodovinsko izredno razgibana desetletja in preko meja številnih evropskih držav. Dozdeva se, da je nameraval Ingolič s to razširitvijo teme že pri prvem poskusu njeno vsebino tudi izčrpati in ustvariti ep ali sago o izseljenski tragiki. Hkrati se porodi domneva, da je bil ta poskus nekoliko nepremišljen in da bi lahko pisatelj snov bolje porazdelil med krajše epske enote, saj so, na primer, nekateri odlomki (sprehodi s psom Neronom ali Markovo ljubezensko doživetje v Alpah) že zdaj samostojne novele in za celoto neobvezne. Ti pomisleki pa ne ovržejo dejstva, da je Ingolič s pričujočim romanom prinesel v slovensko prozo novo, v vseh pogledih zanimivo temo in precej na novo odkritih historičnih, socioloških in psiholoških podatkov. Ingoličeve osebe so žive, izvirne in nazorne, lok njihovih usod je krepko napet, kar delajo, počno v glavnem naravno in prepričljivo. Le poredkoma pa zazvenijo intimni toni, ki bi podarili junakom čar enkratne individualnosti in prisrčneje vezali bralca nanje. V Ingoličevem romanu je torej premalo nerazložljivih človeških situacij in skrivnostnih duševnih prelivov in zato je tekst za zahtevnega bralca preveč jasen, do kraja razločen in tekoč. Kljub tem pripombam pa velja, kar je bilo o Lamutovih že zapisano: da so morda najbolje komponirani Ingoličev tekst. „Sploh je treba roman uvrstiti med boljša Ingoličeva dela - kljub številnim pomislekom! Nikakor ne samo zaradi izvirnega motiva. Ingolič je z Lamutovimi ustvaril razgiban, tekoč in dobro zgrajen epski tekst in takih obširnih besedil slovenska proza ne premore veliko.“ (Mejak 1958: 1122)
Avtor je v delu uporabil spremenjena krajevna imena, ki pa še vseeno dovolj spominjajo na resnične kraje, da si bralec lahko zamišlja, kje je avtor dobil zgled. Zanimivo je, da se je odločil za takšno potezo, saj bi omemba dejanskih krajev delu dodala verodostojnosti, tako pa mu je le-ta delno odvzeta. Pa vendar je očitno, da je avtor to storil namerno, da se je namerno odmaknil od resničnosti in delu pridal kanček romantičnosti. (Mejak 1985) 
„Ingolič je pognal iz tiste posebne prsti slovenskega realizma, ki ga lahko imenujemo kritični ali socialni, in ne iz tiste pisateljske opredelitve, ki je zmerom upoštevala, v poudarjeni ali zastrti obliki, tudi namembnost pisanja, ki naj bi bilo vedoma osveščujoče, zavezano pravičnosti in uperejno proti krivicam, ki jih je v slehernem obdobju ne glede na politične in družbene razmere več kot dovolj, na izbiro tudi za sleherni pisatelji okus, zlasti če gre za nadarjenega pripovedovalca, kot je v vseh svojih knjigah Anton Ingolič.“ (Zlobec 1992: 353)
„Anton Ingolič se zadnje čase peča z izseljenskimi problemi, vendar ostaja shematičen in narejen.“ (Detela 1961: 313) „Anton Ingolič se je spoprijel z izseljenskimi problemi, ki pa ostajajo prikazani grobo naturalistično, nestvarno in suhoparno reportažno.“ (Detela 1963: 106) 
Ingolič se je prvič lotil izseljeniškega problema v romanu Kje ste, Lamutovi? V delu je problematiko slovenskih izseljencev zelo poenostavil in jo zožil v glavnem na tuje izkoriščanje in na erotično izživljanje. Za Ingoliča je tujina mačeha, ki brez usmiljenja izkorišča slovenske rudarje, daje jim silikozo (kljub temu pa se skoraj nobeden noče vrniti domov, kakor kaže pisatelj v Lamutovih). 
“Njegovi ljudje žive samo telesno, nagonsko, edini namen jim je erotično izživljanje. Vsi ti ljudje so izkrivljeni, še od daleč ni zadel bistvenih potez slovenskih izseljencev. Pripovedovanje je zelo naturalistično.” (Jevnikar 1961: 236)
Nova oblast ob koncu devetnajstega stoletja zahteva od vsakega podanika mehanično suženjsko pokorščino. Ljudje nimajo več izbire med dobrim in slabim. Evropa je postala nekakšna kitajska kolonija. Že dobrega pol stoletja pozneje pa se položaj spremeni. Anton Ingolič leta 1958 v popolnoma drugačnem, družbeno naprednem romanu Kje ste, Lamutovi poda analizo preprostih Slovencev, „ki so zapustili domovino in se izgubili na delu v tujini.“ V ospredju tako ni več domovinska, temveč predvsem izseljenska tematika. (Detela 2010)
„Ingoličeva pisateljska prizadevanja so kronana s petindvajseto knjigo, z romanom iz rudarskega življenja: Kje ste, Lamutovi. “Konjar meni, da pisatelj v omenjenem delu ni storil nič bistveno novega, da je v vseh komponentah ostal zvest sebi in svojemu dosedanjemu delu. Nobenega dvoma ni, da je Ingolič pripovednik, da zna fabulirati, da mu življenje na eni in zakoni pisateljevanja na drugi strani niso tuji. Vse to je res, a vse to tudi še ni dovolj, da bi njegovo pisanje zaživelo v umetniško polnem zagonu, da bi vsebovalo osrednjo človeško idejo, ki bi prežela celotno dogajanje. ”Ingoliču gre bolj za snov in za zunanji splet dogodkov kot za umetniško upodobitev nekega ambienta in nekega osebnega doživetja, ki bi mu bilo, zainteresiranemu predvsem za družbena vprašanja, doživetje družbe kot take. “V omenjenem romanu je avtor svoj realistični čut preusmeril v naturalistično neprizadet pristop k pisanju. (Konjar 1985)
Franc Zadravec pravi, da Marko že z uvodnimi besedami opiše celoten socialni model svoje in romaneskne zgodbe drugih. „Poznal sem že lakoto in žejo, videl sem, da so na svetu ljudje, ki imajo vsega v izobilju in se jim godi dobro, še več pa je takih, ki žive v pomanjkanju, v takšnem kakršnem smo živeli pri nas doma, in še hujšem.“ (Zadravec 1997:258; Zadravec 2005: 343) V teh uvodnih besedah opisuje razdeljeno človeštvo a bogate in revne, ki je tudi jedro romana o dveh Lamutovih družinah. „Izseljeniška pot se pred Markom odpre, ko se oče zaljubi v drugo, ko neha biti kočar in gre za rudarja, ženo zanemari, sina pa zasovraži. Sovraštvo raztrga družinske vezi, otroku spodmakne varnost in ga nazadnje požene v tujino.” (Zadravec 1997:258; Zadravec 2005: 343) Za vse rodove je značilna socialna ogroženost, neustaljenost in garaštvo, ki posameznika oblikuje v moralno trdnega ali pa ga uniči. Zadravec omenja tudi Amonovo pesem, kot učinkovito lirsko sestavino zgodbenega sestava, namen pesmi je tudi povečevanje tragičnosti izseljenskega življenja. „V velikem in v drobcu je stil romana realističen. Avtor Marka nikoli ne povzdiguje v junaškega voditelja, njegovo revolucionarnost sporoča le z nekaj dialoškimi besedami.“ (Zadravec 1997: 259) Ingolič vztraja pri podrobnem opisu rudnika, strojev, okolja, dogajalnega prostora. V nasprotju s tem, pa so dialogi kratki. „V poetiko romana sega družinska razseljenost. Povezujoče sredstvo je pismo, Marko piše pisma materi in domačiji, ta pa njemu; pismo je stvarno sredstvo, ki jamči za resničnost, o kateri govori. Je torej logični sooblikovalec izseljenskega romana. Kot prvoosebna oblika pa obenem popolnoma sovpada s prvoosebno romaneskno pripovedjo.“ (Zadravec 1997: 259) „Modelsko stvarnost namreč „vodi“ z idejo, spremlja pa jo s čustvom in pesmijo. Realist se ne odpove čustvenemu sobitju z modelom, je in hoče biti prizadet „socius“ lamutovskih nesreč. Takšen prepričljiveje vpisuje tragiko v izseljenska življenja.” (Zadravec 1997: 259)

## Prevodi
- Gdje ste, Lamutovi? (prevod v hrvaščino Ivan Brajdić). 1960.(COBISS)
- Vrátím se (prevod v češčino Zdeňka Bezděková-Pavlíková). 1966. (COBISS)